# 로버트 앤턴 윌슨

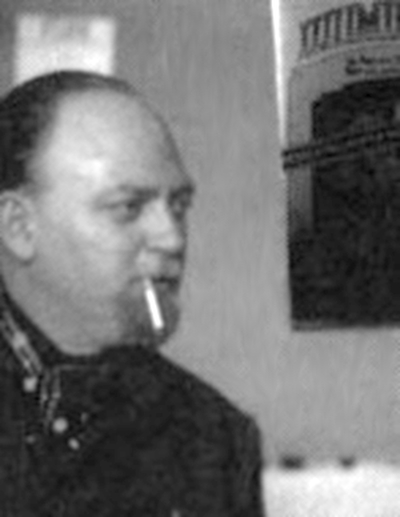
로버트 앤턴 윌슨

로버트 앤턴 윌슨(Robert Anton Wilson, 1932년 1월 18일 ~ 2007년 1월 11일)은 미국의 작가이다.

## 같이 보기
- 누트로픽